# Tilleda (Kyffhäuser)
Tilleda is een ortsteil van de Duitse stad Kelbra (Kyffhäuser) in de Landkreis Mansfeld-Südharz in Saksen-Anhalt. De plaats ligt in de Goldene Aue aan de noordrand van het Kyffhäusergebergte. Tot 1 juli 2009 was Tilleda een zelfstandige gemeente.

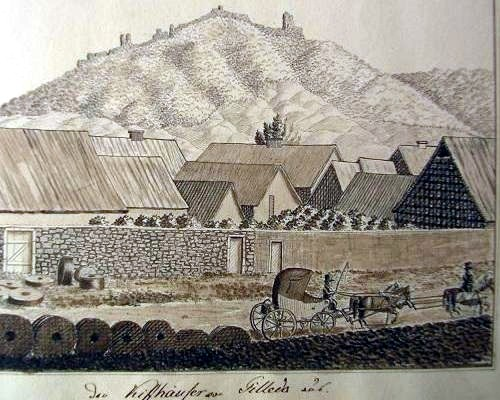
Tilleda / Kiffhäuser, ca. 1820